# Boreomysis
Boreomysis (лат.) — род ракообразных семейства Mysidae из отряда Мизиды. Включает около 50 батипелагических видов.

## Описание
Представители двух видовых групп рода отличаются от других мизид следующими признаками: 1) боковой край тельсона с чередующимися более длинным шипом и несколькими более короткими шипами; эндоподит 2-го переопода с субхелатным окончанием; расщелина тельсона с ромбовидной выемкой (например, Boreomysis bispinosa); 2) боковой край тельсона без расположенных попеременно более длинным шипом и несколькими более короткими шипами; эндоподит 2-го переопода без субхелатного окончания; щель тельсона без ромбовидного пространства (например, Boreomysis acuminata, Boreomysis atlantica, Boreomysis illigi, Boreomysis insolita). Самка с 7 парами остегитов. Эндоподы 3–8-го переоподов с 3- или 4-члениковыми карпопроподами. Наружный край усиковой чешуи голый, оканчивается шипом. Экзопод уропод несочлененный; по внешнему краю с 1 или 2 шипиками, отмечающими конец короткой голой проксимальной части. Тельсон с дистальной щелью; расщелина зубчатая, без перистых щетинок. Включает около 50 видов. Большинство видов батипелагические.

## Классификация
Род Boreomysis был впервые выделен в 1869 году норвежским морским биологом и зоологом Георгом-Оссианом Сарсом (1837—1927) и включает в основном батипелагиальные виды с длиной тела от 7 до 85 мм (вид Boreomysis inermis от 40 до 85 мм). Вместе с родом Neobirsteiniamysis Hendrickx & Tchindonova, 2020 (=Birsteiniamysis Tchindonova, 1981, nomen nudum) и ископаемым †Aviamysis San Vicente & Cartanyà, 2017 входит в состав подсемейства Boreomysinae Holt & Tattersall, 1905.
- Boreomysis acuminata
- Boreomysis arctica
- Boreomysis atlantica
- Boreomysis bispinosa
- Boreomysis brucei
- Boreomysis caeca
- Boreomysis californica
- Boreomysis chelata[11]
- Boreomysis curtirostris[11]
- Boreomysis dubia
- Boreomysis fragilis
- Boreomysis hanseni
- Boreomysis illigi
- Boreomysis incisa
- Boreomysis inermis
- Boreomysis insolita
- Boreomysis intermedia
- Boreomysis jacobi
- Boreomysis kistnae
- Boreomysis latipes[11]
- Boreomysis longispina[11]
- Boreomysis macrophthalma[11]
- Boreomysis megalops
- Boreomysis microps
- Boreomysis nobilis
- Boreomysis obtusata
- Boreomysis oparva[12]
- Boreomysis pearcyi
- Boreomysis plebeja
- Boreomysis rostrata
- Boreomysis semicoeca
- Boreomysis sibogae
- Boreomysis sphaerops
- Boreomysis tanakai
- Boreomysis tattersalli
- Boreomysis tridens
- Boreomysis vanhoeffeni
- Boreomysis verrucosa